# Bogogobo
Bogogobo ist ein Ort im Kgalagadi District von Botswana.

## Geographie
Bogogobo hat sich als ländliche Streusiedlung entwickelt und liegt an der Grenze zwischen Botswana und Südafrika in der Nähe des periodischen Flusses Molopo.

## Verkehr
Der Ort ist über eine Landstraße zu erreichen, die vom Südwesten aus Bokspits heranführt und nach Tshabong verläuft.